# Нишко въстание
Нишкото въстание е най-известното и масово въстание в 19 век на българите от северозападните български земи. Въстаническите действия протичат в периода април – юни 1841 година.

## Причина и подготовка
Повод за въстанието е издевателство – клане на мъже и насилия над жени на Великден в църквата на село Каменица. По това време племенникът на нишкия управител Сабри Мустафа паша, след като не успял да накара харесана от него мома да приеме исляма, я убил.
Център на въстанието е село Каменица, като то постепенно се разраства в Нишко, Пиротско (Темничко) и Лесковашко. Въстанието е стихийно, зле организирано и подстреквано от умело режисираната сръбска пропаганда, преследваща свои цели. Въстаниците са въоръжени с коси, брадви, вили и тояги, като на 5 – 6 души се е падала по една пушка при оскъдица на куршуми.
Водач на въстаниците е Милое Йованович – кнез на село Каменица. Сред имената на неговите водачи са и тези на Никола Сръндак от село Горни Душник; Станко Антонов-Бояджията, Мита Деда-Уин, Цветко Куцула и Цеко Вучков от село Власотинци; Коце Мумджията от град Лесковъц; Стоян Зиков от село Горни Матеевец; поп Георги от село Поляница; Илия Николов от село Ястребац; Лепое Николов от село Гаре; Стоян Чавдар от село Кърчимир, Цветко Просек от село Просек; Стоян и Китка от село Кравля; Сава Рожин, Цеко Михайлов и Мишо Браканлия от град Враня. Исканията на въстаниците са умерени – да се спазва Гюлханския хатишериф, да бъдат прекратени издевателствата на местните управници, да се подобри събирането на данъците, т.е. не против султана (разбирай османската власт), а против подкупните му слуги.

## Хронология на въстанието
Първоначално въстаниците постигат определени успехи. Ето какво предава руският историк Нил Попов в „Актове върху българското въстание в 1841 и 1842 година“:
| „ | От сръбската граница, 17 април. И днес още я няма цариградската поща. Въстанието в България взема все по-големи размери. Казват, че стигнало вече близо до Ниш и дошло до кръв, и българите надвили турците и арнаутите. Естествено е, че българите по тоя начин са се окуражили още повече. | “ |

В отговор на действията на въстаниците Сабри Мустафа Паша събира за седмица 2000 души доброволци мюсюлмани – арнаути. Въоръжава ги, включително с 4 топа. В няколко свирепи сражения и двете страни дават жертви. Най-накрая в Каменица, затворени в каменната кула, петнадесетина мъже воглаве с водача на въстанието Милое Йованович отказват да се предадат, сражавайки се докрай, подир което намират смъртта си. От башибозука са оплячкосани и изгорени 225 села, разграбени са църкви и манастири, а в Княжество Сърбия преминават 7 – 10 хил. бежанци.
Докато в западноевропейския печат започва шумна кампания в защита на българите, руската преса почти не отразява събитията, а руската дипломация не оказва никакъв натиск върху османските власти за извършване на някакви промени.
Османската империя изпраща от Одрин в Ниш румелийския валия Якуб паша, който трябва да издири виновниците за пролятата кръв и да убеди бежанците да се завърнат по селата си. Единственото, което прави валията след въстанието, е да смени нишкия управител с Исмет паша от Бурса.
След въстанието се намират у албанците 1600 глави добитък, които си и остават у тях, тъй като те твърдят пред новия представител на властта, че са ги придобили чрез законни сделки.

## Из Проучване на Жером Адолф Бланки за Нишкото въстание от 1841 г.
Обстановката след потушаването на въстанието е предадена в пътеписите на френския търговец и икономист Жером-Адолф Бланки, преминал по тези места през 1841 година: 
| „ | „...Колкото по-навътре прониквахме в скритите в горските дебри села, толкова по-ясно се виждаше дълбокото отчаяние, което бе обхванало жителите им. Обитавани от чисто християнско население, тези села бяха станали обект на яростта на арнаутите, които дебнеха българите на хайки, подобно на ловци, преследващи плячката си. Срещнахме много изгорени къщи, изтръгнати овощни дръвчета, скитащи се деца, уплашени жени – навсякъде ужас и опустошение. Сред мъжкото население само няколко белобради стари попове се осмелиха да разменят с нас няколко бегли погледи и приветствени думи. Опитах се да ги успокоя, като им казах, че техните нещастия са известни в Европа и че съм дошъл от името на християните във Франция да преценя обстановката. Скоро новината обиколи селата и много хора дойдоха при мен, за да окажат почита на френския трибагреник, който никога не съм носил с повече гордост. Все още са ми пред очите оживените групи български селяни с дълги бели сетрета и овчи калпаци. Сбрали се около нас, те искаха новини, съвети, а след това и оръжие... „Пушки! Пушки! – викаха те. – Дайте ни пушки и ще прочистим горите от тези диви зверове!“ Не трябваше да насърчавам подобно въодушевление, затова препоръчах на моя преводач да обясни на хората, че най-доброто, което могат да направят, е да запазят спокойствие и да изчакат справедливото решение на турското правителство и на неофициалната намеса на християнските сили да сложи край на техните беди. Мнозина от тях ми показваха празните си къщи, опустошените градини, поруганите жени, после закриваха лицето си с ръце…“ | “ |